# Vach (Fürth)
Vach ([fax] ⓘ, fränkisch ebenfalls „Fach“) ist ein Gemeindeteil der kreisfreien Stadt Fürth im bayerischen Regierungsbezirk Mittelfranken. Die Gemarkung Vach hat eine Fläche von 8,269 km². Sie ist in 2477 Flurstücke aufgeteilt, die eine durchschnittliche Fläche von 3338,18 m² haben. In ihr liegen neben dem namensgebenden Ort die Gemeindeteile Flexdorf und Ritzmannshof. Erst mit dem in den 1960er Jahren einsetzenden Bauboom vergrößerte Vach seine Siedlungsfläche von ehemals 15 Hektar auf heute etwa 1,1 km².

## Geografie
Der Stadtteil Vach liegt fünf Kilometer nördlich des historischen Fürther Stadtkernes direkt unter der Einflugschneise des Nürnberger Flughafens. Westlich verläuft der Main-Donau-Kanal und östlich die dort frei mäandernde Regnitz. Diese nimmt als Vorfluter von links die Zenn und nur wenige hundert Meter nördlich den Michelbach auf, bevor sie die Kunstmühle Fürth erreicht. Die Flussauen von Zenn und Regnitz sind als Landschaftsschutzgebiet ausgewiesen. Unmittelbar nördlich von Vach grenzt der Erlangener Gemeindeteil Hüttendorf an.

## Geschichte

### Von der Ersterwähnung bis zur Reformation
Der Ort wurde als „Uuache“ erstmals urkundlich erwähnt, als der Eichstätter Bischof Gundekar II. (1057–1075) die Kirche im Ort weihte. Der Ortsname Vach leitet sich von dem Begriff „vach“ (mittelhochdeutsch) für eine Vorrichtung zum Aufstauen von Wasser ab, die zum Fischfang genutzt wurde. Lange Zeit gehörte der Ort zur Pfarrei Zirndorf, wurde aufgrund seiner steigenden Einwohnerzahl jedoch 1422 zur eigenständigen Pfarrei erhoben. Neben dem Hauptort gehörten auch Flexdorf und Ritzmannshof zum Pfarrsprengel.
Am 4. Juli 1449 wurde Vach im Ersten Markgrafenkrieg niedergebrannt. Durch dendrochronologische Untersuchungen ließen sich die Balken des Chordachstuhls auf das Jahr 1404 datieren. Dies lässt vermuten, dass die Wehrkirche St. Matthäus verschont blieb.
Mit der Einführung der Reformation im Markgraftum Brandenburg-Ansbach unter Markgraf Georg dem Frommen von Ansbach wurde 1528 auch in Vach die evangelisch-lutherische Lehre eingeführt. Der erste evangelische Geistliche im Ort war Friedrich Scheffer.
Das Gründungsjahr der Vacher Schule ist nicht bekannt. Bei dem 1533 erstmals genannten Mesner Friedrich Schmidt könnte es sich jedoch um den ersten Schulmeister handeln. Der erste sichere Beleg eines Schulmeisters und damit das Vorhandensein einer Schule ist für das Jahr 1609 belegt, als Ludwig Zettwach zum Mesner und Schulmeister angenommen wurde.

### Im Dreißigjährigen Krieg
Der Dreißigjährige Krieg und seine Folgen waren bereits in den ersten Kriegsjahren in der Umgebung Nürnbergs zu spüren, die von Beginn an unter Einquartierungen und Truppendurchzügen zu leiden hatte. Das Jahr 1632 brachte über die Region jedoch das mit Abstand größte Leid. Pfarrer Johann Georg Renner berichtet in den Kirchenbüchern der Gemeinde ausführlich über die Vorkommnisse in dieser Zeit. Im Sommer des Jahres kam es zur Schlacht an der Alten Veste bei Zirndorf. Gustav Adolf von Schweden lagerte in Nürnberg und versuchte das Quartier Wallensteins im Raum Zirndorf einzunehmen. Immer wieder streiften die Soldaten plündernd, brandschatzend und mordend durch die umliegenden Dörfer. Auch durch Hunger und Seuchen starb ein Großteil der Bevölkerung – allein in Vach forderte der Krieg über 200 Opfer.
Wie überall im Markgraftum Brandenburg-Ansbach ließen sich auch in Vach viele Exulanten nieder. Rund 100 Personen, vorwiegend aus den niederösterreichischen Eisenwurzen und aus Oberösterreich, siedelten sich in Vach an und trieben den Wiederaufbau voran. Einzelne Personen stammten jedoch auch aus Bayern, Böhmen, Ungarn und aus der Steiermark. Hervorzuheben ist an dieser Stelle insbesondere die Familie Storch von Klaus, die das obere Schloss in Vach wiedererrichtete und der Gemeinde Vach die Vasa sacra stiftete, die bis heute vor Ort erhalten geblieben sind.

### Vach im 18. Jahrhundert
Durch regen Zuzug hatte sich der Ort bereits Ende des 17. Jahrhunderts von den Schrecken des Dreißigjährigen Krieges erholt. Reger Bau-Eifer setzte ein: 1706 wurden in der Kirche eine neue Empore und Orgel errichtet, 1708 folgte die Anschaffung eines neuen Altars. 1710 baute man eine Mühle, 1725 eine überdachte Holzbrücke. Im Siebenjährigen Krieg kam es zu einem Gefecht, als die preußischen Truppen nahe Vach auf Teile der Reichsarmee trafen. Die wichtige Vacher Brücke wurde dabei von den Preußen in Brand gesteckt und erst 1761 von Markgraf Alexander aus Sandstein wiedererrichtet.
Gegen Ende des 18. Jahrhunderts gab es in Vach ca. 90 Anwesen. Das Hochgericht und die Dorf- und Gemeindeherrschaft übte das brandenburg-ansbachische Stadtvogteiamt Langenzenn aus. Grundherren waren das brandenburg-ansbachische Kastenamt Cadolzburg (2 Halbhöfe, 2 Güter, 14 Häuser, 1 Hirtenhaus), die Pfarrei Vach (1 Haus), das brandenburg-bayreuthische Klosteramt Frauenaurach (2 Halbgüter), das bambergische Amt Herzogenaurach (1 Hof, 3 Güter), das Kammeramt Hofmann (2 Güter, 4 Gütlein, 2 Häuser), die Freiherren von Eyb (1 Burgstall, 1 Hof, 3 Häuser), die Reichsstadt Nürnberg: Heilig-Kreuz (9 Häuser), Landesalmosenamt (2 Halbhöfe, 8 Häuser), Siechkobelstiftung St. Johannis (1 Haus), Schlüsselfelder-Stiftung (1 Halbhof, 1 Gut, 1 Haus), Spitalamt (3 Halbhöfe, 1 Haus), Tetzel-Stiftung (1 Haus) und Nürnberger Eigenherren: von Behaim (1 Haus), von Fürer (1 Halbhof, 1 Viertelhof, 2 Gütlein, 1 Haus), von Haller (1 Haus), von Holzschuher (1 Halbhof, 2 Häuser), von Imhoff (1 Haus), von Löffelholz (1 Gut), von Tucher (3 Halbhöfe, 1 Seldengütlein, 2 Häuser), von Viatis (1 Haus), von Wölckern (1 Gut).

### Gemeindebildung
Von 1797 bis 1808 unterstand der Ort dem Justiz- und Kammeramt Cadolzburg. 1806 kam Vach zum Königreich Bayern. Im Rahmen des Gemeindeedikts wurde 1808 der Steuerdistrikt Vach gebildet, zu dem Flexdorf und Ritzmannshof gehörten. Im selben Jahr entstand die Ruralgemeinde Vach, die deckungsgleich mit dem Steuerdistrikt war. Sie war in Verwaltung und Gerichtsbarkeit dem Landgericht Nürnberg zugeordnet und in der Finanzverwaltung dem Rentamt Fürth (1919 in Finanzamt Fürth umbenannt). In der freiwilligen Gerichtsbarkeit unterstanden 8 Anwesen von 1822 bis 1836 dem Patrimonialgericht (PG) Haimendorf, 4 Anwesen bis 1812 und von 1822 bis 1834 dem PG Lohe und Behringersdorf, 2 Anwesen von 1822 bis 1840 dem PG Buch, 2 Anwesen von 1825 bis 1835 dem PG Gibitzenhof, 2 Anwesen bis 1812 und von 1823 bis 1835 dem PG Lohe und 1 Anwesen von 1823 bis 1835 dem PG Leyh. Ab 1862 gehörte Vach zum Bezirksamt Fürth verwaltet (1939 in Landkreis Fürth umbenannt) und zum Landgericht Fürth (1879 in Amtsgericht Fürth umbenannt). Die Gemeinde hatte 1964 eine Gebietsfläche von 8,208 km². Im Zuge der Gebietsreform in Bayern wurde Vach am 1. Juli 1972 nach Fürth eingemeindet.

### Herrensitze in Vach
In Vach gab es zwei Herrensitze: den „Burgstall im Lohe“ und das „Obere Schloss“.
Der Burgstall im Lohe war ein Lehen der Familie von Brauneck und wurde 1399 als Haus in einem Weiher beschrieben. Das Anwesen gehörten unter anderem den (lokal-)geschichtlich bedeutenden Familien Grundherr, Pirckheimer, Geuder, von Danngrieß und Heysinger zu Waldeck, bis es 1822 von Bürgermeister Georg Leonhard Reuthner übernommen wurde, der im Vorhof eine Brauerei errichtete. 1863 bis 1980 gehörte das Anwesen, das im Kern noch aus dem 16. Jahrhundert stammen soll, der Familie Paulus. 1989/1990 erfolgten umfassende Renovierungen.
Das Obere Schloss stand um 1600 an der Stelle der späteren Brauerei Dorn. Der Herrensitz wurde im Dreißigjährigen Krieg niedergebrannt und von der aus Niederösterreich stammenden Exulantenfamilie Storch von Claus wieder aufgebaut. Seit 1873 bestand auf dem Gelände die oben genannte Brauerei Dorn.

### Einwohnerentwicklung
Gemeinde Vach
| Jahr      | 1818   | 1840   | 1852   | 1855   | 1861   | 1867   | 1871   | 1875   | 1880   | 1885   | 1890   | 1895   | 1900   | 1905   | 1910   | 1919   | 1925   | 1933   | 1939   | 1946   | 1950   | 1952   | 1961   | 1970   |
| Einwohner | 855    | 950    | 956    | 933    | 967    | 1011   | 1013   | 1039   | 1072   | 1134   | 1135   | 1175   | 1218   | 1265   | 1322   | 1322   | 1435   | 1541   | 1614   | 2068   | 2130   | 2087   | 2223   | 2444   |
| Häuser    | 118    | 126    |        |        |        |        | 137    |        |        | 146    | 154    |        | 193    |        |        |        | 200    |        |        |        | 248    |        | 311    |        |
| Quelle    | [ 16 ] | [ 17 ] | [ 18 ] | [ 18 ] | [ 19 ] | [ 20 ] | [ 21 ] | [ 22 ] | [ 23 ] | [ 24 ] | [ 25 ] | [ 18 ] | [ 26 ] | [ 18 ] | [ 27 ] | [ 18 ] | [ 28 ] | [ 18 ] | [ 18 ] | [ 18 ] | [ 29 ] | [ 18 ] | [ 12 ] | [ 30 ] |

Ort Vach
| Jahr      | 001818 | 001840 | 001861 | 001871 | 001885 | 001900 | 001925 | 001950 | 001961 | 001970 | 001987 |
| Einwohner | 752    | 855    | 860    | 901    | 1034   | 1116   | 1346   | 1991   | 2062   | 2261   | 2815   |
| Häuser    | 107    | 113    |        |        | 135    | 178    | 186    | 230    | 282    |        | 712    |
| Quelle    | [ 16 ] | [ 17 ] | [ 19 ] | [ 21 ] | [ 24 ] | [ 26 ] | [ 28 ] | [ 29 ] | [ 12 ] | [ 30 ] | [ 1 ]  |

## Religion
Vach ist seit der Reformation evangelisch-lutherisch geprägt und Sitz der Pfarrei St. Matthäus. Die Einwohner römisch-katholischer Konfession sind nach Herz Jesu (Mannhof) gepfarrt.

## Sehenswürdigkeiten
Kirche, Pfarrhaus und Kantorat bilden ein schönes Denkmalensemble. Die Kirche mit Westturm und eingezogenem Chor mit je einem Windtürmchen an den östlichen Ecken geht im Kern auf die gotische Zeit zurück. Langhaus und Chor wurden wohl um 1422 errichtet, als Vach zur Pfarrei erhoben wurde; der dreigeschossige Westturm wurde wohl ein wenig später angefügt.
Eine Besonderheit ist der alte Ginkgobaum im Garten des Pfarrhauses.
Die Korbbogenbrücke über die Regnitz von 1788 ist ein interessantes Verkehrsdenkmal aus dem ländlichen Bereich. Sie wurde errichtet, bevor die Industrialisierung im 19. Jahrhundert einsetzte, und 1993 erneuert.

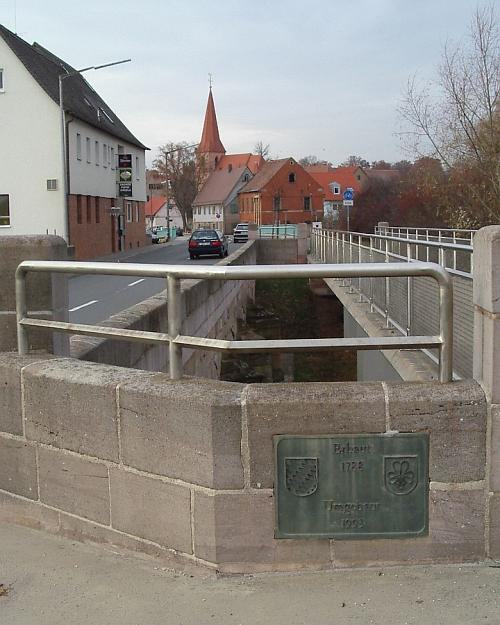
Vach, Ansicht mit der Kirche von der Brücke, von SO
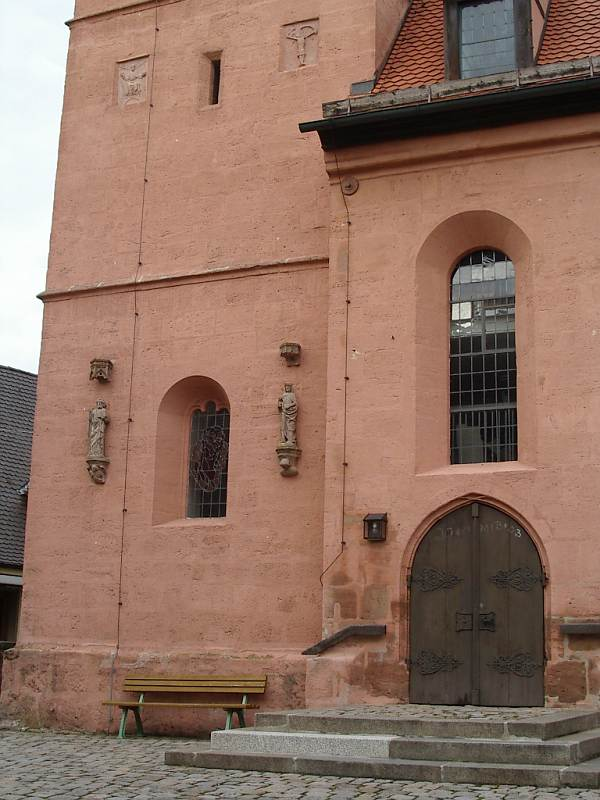
Westturm der Kirche von S
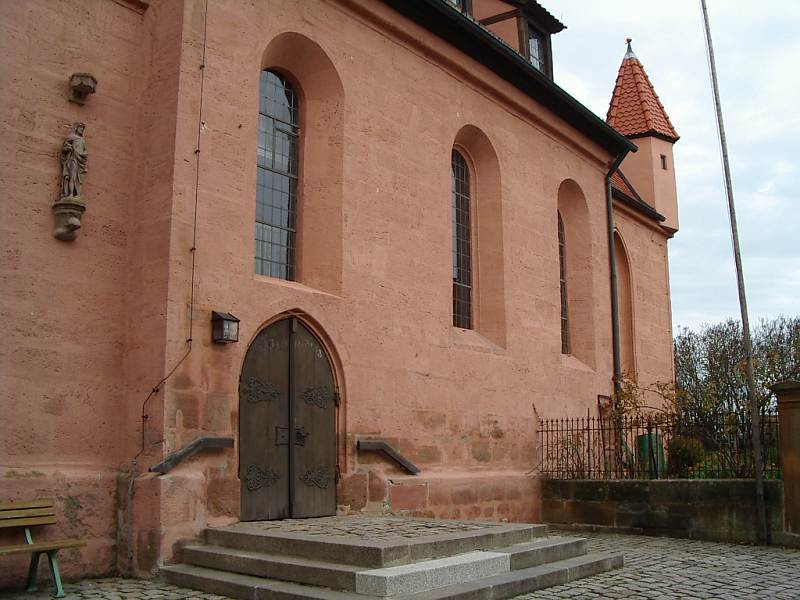
Langhaus der Kirche von SW
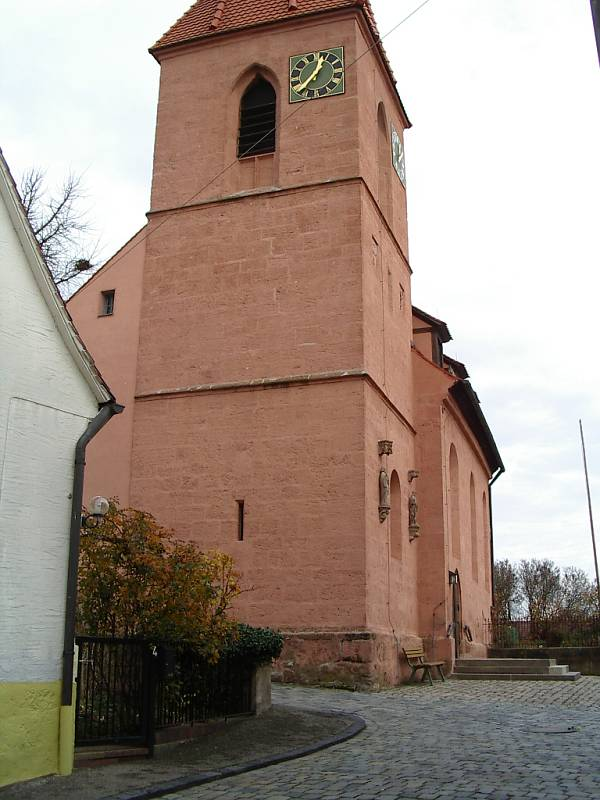
Kirchturm von WSW
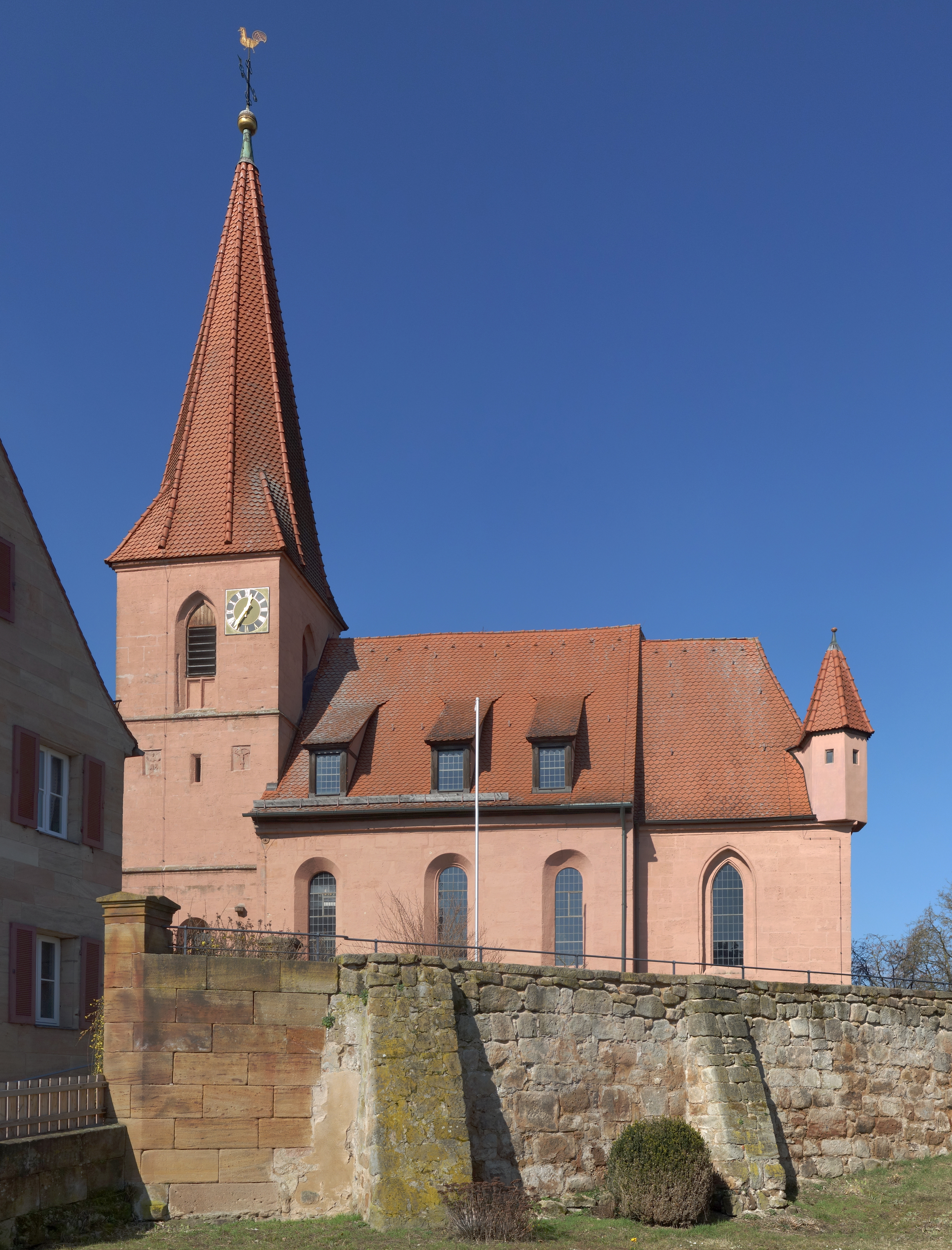
Kirche von Süden
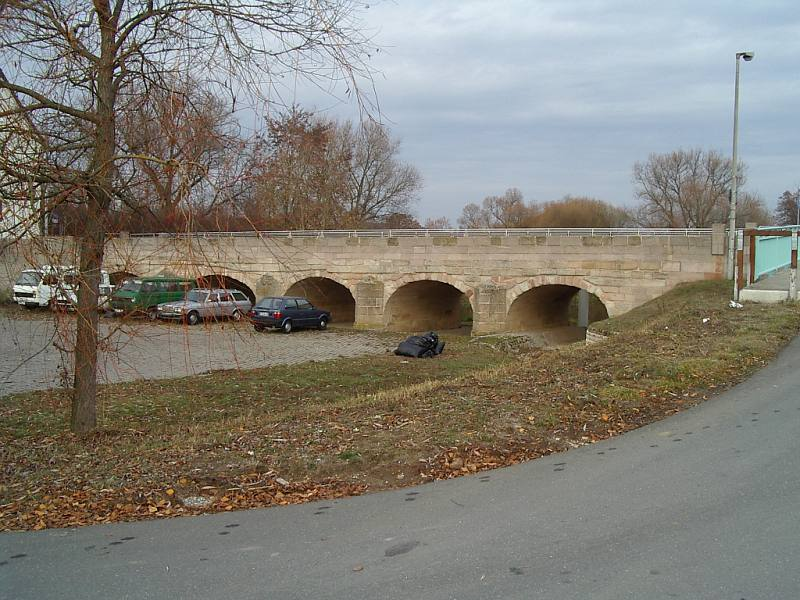
Vach, Brücke von 1788/1993, von Süden

## Sport
- Die Fußballmannschaft des ASV Vach spielte in der Saison 2018/19 in der Bayernliga Nord.
- Der TV Vach 1903 umfasst mehr als 500 Mitglieder.[32]

## Verkehr
- Straße: Die Staatsstraße 2263 verläuft nach Niederndorf (5,5 km nordwestlich). Die Kreisstraße FÜs 1/ER 2 verläuft nach Fürth zur B 8 (5,1 km südlich) bzw. nach Hüttendorf (1,6 km nördlich). Die FÜs 4 verläuft nach Mannhof zur Staatsstraße 2242 (0,8 km östlich). Eine Gemeindeverbindungsstraße führt nach Flexdorf (0,8 km südwestlich).[6]
- Schiene: Der Bahnhof Vach ist ein Haltepunkt an der Bahnstrecke Nürnberg–Bamberg und wird von der S-Bahn-Linie S 1 bedient. Dieser liegt allerdings weitab im Gemeindeteil Stadeln.
- Der ÖPNV bietet in Vach Zustiegsmöglichkeiten zu den VGN-Buslinien 174 und 175.
- Luftfahrt: Die nächstgelegenen Flugplätze sind der Flughafen Nürnberg östlich und der Flugplatz Herzogenaurach nordwestlich; beide sind jeweils neun Kilometer entfernt.
- Schifffahrt: Drei Kilometer südlich befindet sich der Hafen Fürth und vier Kilometer nördlich die Lände Frauenaurach.